# 陸前高田市立高田小学校

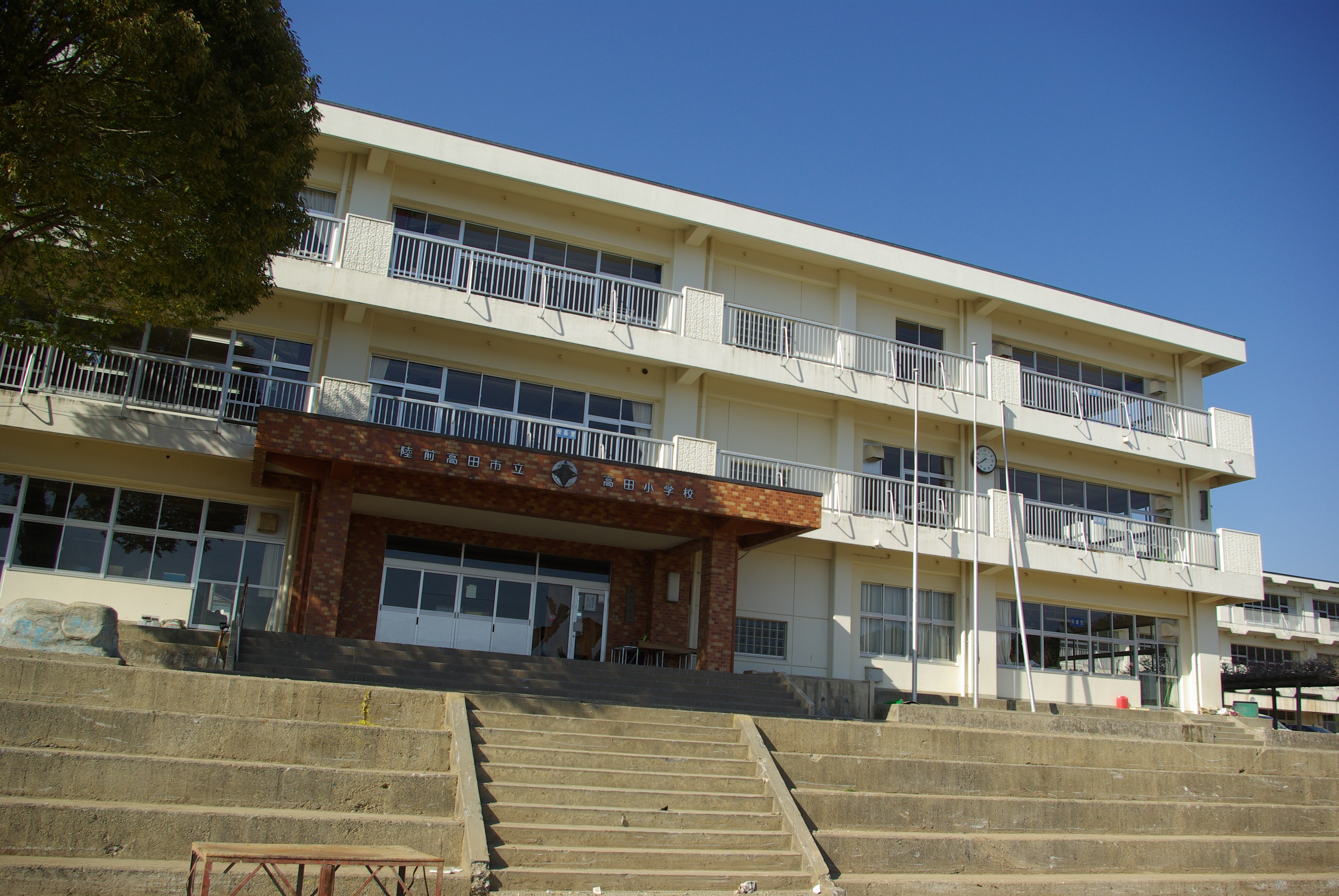
旧校舎（2011年4月5日撮影）

陸前高田市立高田小学校（りくぜんたかたしりつ たかたしょうがっこう）は、岩手県陸前高田市高田町にある公立小学校。陸前高田市中心部を校区とする。

## 沿革
出典
- 1873年（明治6年）8月1日 - 浄土寺を借り、高田学校開設。
- 1880年（明治13年） - 桐の沢25番地に校舎新築。
- 1889年（明治22年）4月1日 - 高田町立高田尋常小学校と改称。
- 1902年（明治35年）5月 - 下和野1番地に校舎新築。
- 1936年（昭和11年）9月8日 - 校歌制定。
- 1947年（昭和22年）4月1日 - 学制改革により、高田町立高田小学校と改称。
- 1948年（昭和23年）3月14日 - 父母と教師の会創設。
- 1955年（昭和30年）1月1日 - 合併に伴う市制施行により、陸前高田市立高田小学校と改称。
- 1971年（昭和46年）8月10日 - プール設置。
- 1974年（昭和49年）2月20日 - 創立100周年記念式典挙行。
- 1980年（昭和55年）3月19日 - 第2校舎新築落成。
- 1987年（昭和62年）7月31日 - 第1校舎新築落成。
- 1996年（平成8年）10月31日 - 難聴言語学級通級性
- 1998年（平成10年）10月31日 - コンピューター導入し、使用開始。
- 2003年（平成15年）3月6日 - トイレの水洗化完了。
- 2011年（平成23年）3月11日 - 14時46分ころ、東北地方太平洋沖地震（東日本大震災）が発生。校舎1階が津波により浸水したほか、プールが全壊する被害が出た。
- 2012年（平成24年）9月28日 - 校庭と体育館が復旧。
- 2015年（平成27年）7月末 - 校庭工事（校舎移転へ）。
- 2019年（令和元年）6月末 - 高田町字太田66番1号に校舎新築落成。下和野の旧校地はかさ上げされた上で陸前高田市役所が建設された。
- 2020年（令和2年）7月7日 - 高田小学校運営協議会開催。
- 2021年（令和3年）
  - 4月 - 岩手の復興教育推進事業（復興教育スクール）実践指定校。
  - 12月 - 校庭防塵ネット取付工事。
- 2022年（令和4年）
  - 1月 - 体育館屋根太陽光発電パネル設置工事。
  - 4月 - 岩手の復興教育推進事業（復興教育スクール）実践指定校。
  - 12月 - 校務用パソコン更新。
- 2023年（令和5年）4月 - 創立150周年を迎える。

## 東日本大震災による影響
2011年3月11日、東日本大震災により、校舎の1階約1/4が津波に襲われた。地震直後児童はグラウンドに避難せず、教師の指示通り高台にある施設に避難した。ボランティアが駆けつけ、学校再開までに校舎やグラウンドのがれき、泥などが撤去された。市外に避難するなどの影響により、新学期再開時には25％児童数が減少した。
- 2011年3月11日 - 東北地方太平洋沖地震（東日本大震災）が発生し、被災
- 2011年4月20日 - 自校舎を使用し、2011年度を始業
- 2011年4月22日 - 自校舎（教室）で入学式を挙行

## 進学先中学校
- 陸前高田市立高田第一中学校

## 周辺施設
- やどかり学童クラブ - 同一敷地内
- 陸前高田市保健福祉総合センター
- 岩手県立高田病院
- 社会福祉法人燦々会指定就労継続支援B型事業所「あすなろホーム」
- 社会福祉法人高寿会特別養護老人ホーム高寿園（本館・別館）
- 陸前高田市立高田保育所 - 進学前保育所のひとつ。

## 交通
- JR東日本大船渡線BRT高田病院駅下車後、学校正門まで、徒歩約180m・約3分。

## 著名な出身者
- 佐々木朗希（プロ野球選手）※4年生時に大船渡市立猪川小学校へ転出。